# Joeri Heerkens
Joeri Jesse Heerkens (Broumov, 8 mei 2006) is een Nederlands-Tsjechisch voetballer die speelt als doelman. In juli 2025 verruilde hij Sparta Praag voor Ajax.

## Clubcarrière
Heerkens werd geboren in Tsjechië als zoon van Nederlandse ouders, die in dat land een camping begonnen waren. In dat land speelde hij in de jeugd van Slovan Broumov, FK Náchod en Hradec Králové, voor hij in 2021 opgenomen werd in de opleiding van Sparta Praag. Die club verhuurde hem in februari 2024 aan Loko Praag, waarvoor hij tot negen wedstrijden kwam op het derde niveau. Tijdens het seizoen 2024/25 kwam de doelman tot vijftien optredens in het tweede elftal van Sparta Praag.
Na het winnen van het EK –19 werd Heerkens in juli 2025 aangetrokken door Ajax. De Amsterdamse club betaalde circa twee miljoen euro voor zijn overgang (exclusief mogelijke bonussen) en bij zijn nieuwe club zette hij zijn handtekening onder een verbintenis voor de duur van vijf seizoenen.

## Clubstatistieken
| Seizoen | Club           | Competitie | Competitie | Competitie | Beker | Beker | Internationaal | Internationaal | Totaal | Totaal |
| Seizoen | Club           | Competitie | Wed.       | Dlp.       | Wed.  | Dlp.  | Wed.           | Dlp.           | Wed.   | Dlp.   |
| ------- | -------------- | ---------- | ---------- | ---------- | ----- | ----- | -------------- | -------------- | ------ | ------ |
| 2023/24 | Sparta Praag   | Česká liga | 0          | 0          | 0     | 0     | 0              | 0              | 0      | 0      |
| 2023/24 | → Loko Praag   | ČFL        | 9          | 0          | 0     | 0     | —              | —              | 9      | 0      |
| 2024/25 | Sparta Praag B | FNL        | 15         | 0          | —     | —     | —              | —              | 15     | 0      |
| 2025/26 | Ajax           | Eredivisie | 0          | 0          | 0     | 0     | 0              | 0              | 0      | 0      |
| Totaal  | Totaal         | Totaal     | 24         | 0          | 0     | 0     | 0              | 0              | 24     | 0      |

Bijgewerkt op 6 augustus 2025.

## Interlandcarrière
Vanaf 2021 was Heerkens actief voor verschillende vertegenwoordigende jeugdteams van Tsjechië, maar later besloot hij die in te wisselen voor de Nederlandse jeugdteams. Hij werd in het najaar van 2024 eerste keuze onder de lat bij Nederland –19. Coach Peter van der Veen gaf hem ook een basisplaats tijdens het EK –19 de zomer erop. Dit toernooi werd gewonnen door Nederland en Heerkens wist in drie van de vijf duels de nul te houden, inclusief de finale tegen Spanje. Hij werd na afloop van de finale verkozen in het Team van het Toernooi.

## Erelijst
| Competitie                     |               |               |               |               |
| Competitie                     | Aantal        | Jaren         |               |               |
| Nederland –19                  | Nederland –19 | Nederland –19 | Nederland –19 | Nederland –19 |
| ------------------------------ | ------------- | ------------- | ------------- | ------------- |
| EK –19                         | 1             | 2025          |               |               |
| Individueel                    |               |               |               |               |
| EK –19 – Team van het Toernooi | 1             | 2025          |               |               |